# Manuel Felipe Rugeles
Manuel Felipe Rugeles (* 30. August 1903 in San Cristóbal/Táchira; † 4. November 1959 in Caracas) war ein venezolanischer Lyriker und Essayist.
Rugeles gehörte zur Lyrikergruppe Generación de 1918. Nachdem er in der Zeitschrift Excelsior, deren Chefredakteur er war, kritische Artikel über das Regime des Diktators General Juan Vicente Gómez veröffentlicht hatte, wurde er verhaftet und saß in der Festung San Carlos del Zulia in Haft.
1929 emigrierte er nach Kolumbien. In Bogotá wurde er Sekretär des Gründers der Zeitschrift El Tiempo und späteren kolumbianischen Präsidenten Eduardo Santos. Nach Gomez’ Tod 1936 kehrte er nach Venezuela zurück. Dort hatte er verschiedene politische Funktionen – unter anderem als Abgeordneter des Staates Táchira und Direktor des Nationalen Presseamtes – inne und war Direktor der Zeitschriften El Agricultor Venezolano und Crítica.
1948 war er Sekretär der venezolanischen Delegation bei der Organización de Estados Americanos (OEA) in Washington, danach Kulturattaché bei der venezolanischen Botschaft in Buenos Aires. 1953 wurde er Direktor für Kultur und Schöne Künste beim venezolanischen Erziehungsministerium. Daneben war er (bis 1957) Direktor der Revista Nacional de Cultura und der von ihm gegründeten Zeitschrift für Kinder Pico-Pico. 1954 erhielt er den Nationalpreis für Literatur.

## Werke

### Lyrik
- Cántaro (1937)
- Oración para clamar por los oprimidos (1939)
- La errante melodía (1942)
- Aldea en la niebla (1944)
- Puerta de cielo (1945)
- Luz de tu presencia (1947)
- Canto a Iberoamérica (1947)
- Memoria de la tierra (1948)
- Copias (1947)
- ¡Canta pirulero! (1950)
- Cantos de sur y norte (1954)
- Dorada estación (1961)
- Plenitud (1966)

### Essays
- Poetas de América cantan a Bolívar (1951)
- Lo popular y lo folclórico en la Táchina (1952)
- Sentido emocional de la patria (1953)

| Personendaten    | Personendaten                        |
| ---------------- | ------------------------------------ |
| NAME             | Rugeles, Manuel Felipe               |
| KURZBESCHREIBUNG | venezolanischer Lyriker und Essayist |
| GEBURTSDATUM     | 30. August 1903                      |
| GEBURTSORT       | San Cristóbal (Venezuela)            |
| STERBEDATUM      | 4. November 1959                     |
| STERBEORT        | Caracas                              |